# Fleischroter Speise-Täubling
Der sehr häufige  Fleischrote Speise-Täubling (Russula vesca) ist eine Pilzart aus der Familie der Täublingsverwandten (Russulaceae) und ein sehr beliebter Speisepilz. Er hat einen mehr oder weniger fleischroten Hut und einen scharfen Hutrand, der oft entblößt ist, sodass er die Lamellenspitzen wie Zähnchen zeigt. Die schmalen Lamellen sind weißlich, im Alter häufig rostfleckig und oft gegabelt. Sein weißes, mild schmeckendes und nahezu geruchloses Fleisch färbt sich mit Eisensulfat rosa-orange. Der recht bodenvage Mykorrhizapilz kommt sowohl im Laub- als auch im Nadelwald vor und bevorzugt leicht saure Silikatböden, während er allzu basische Böden meidet. Die Fruchtkörper erscheinen zwischen Juni und Oktober unter verschiedenen Laub- und Nadelbäumen.

## Merkmale

### Makroskopische Merkmale

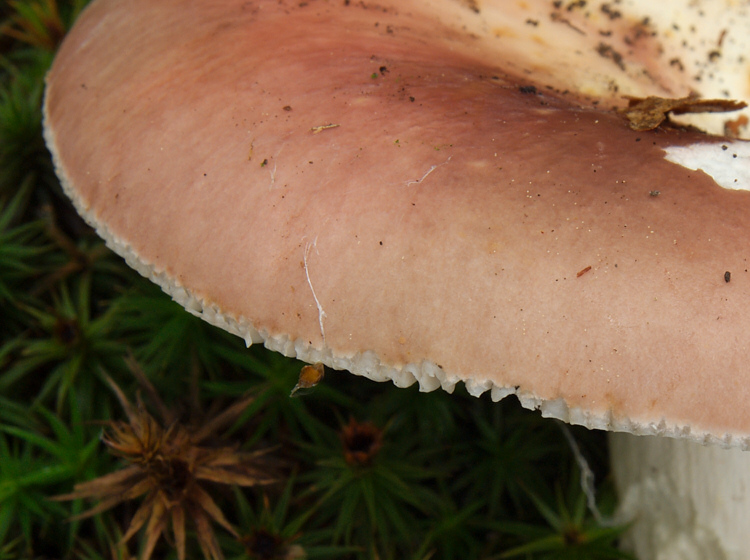
Auffällig ist beim Speise-Täubling (Russula vesca) die zu kurze Huthaut, weshalb sie den Rand nicht ganz erreicht.

Der Hut ist 6–10 cm breit, jung halbkugelig, später gewölbt bis niedergedrückt, doch auch im Alter nur selten trichterförmig vertieft. Er ist meist fleischfarben bis rosabräunlich gefärbt. Es gibt aber auch olivbraune, lila, rotbraune oder grünliche Formen. Die radial-aderige bis etwas höckerige Huthaut ist feucht schmierig-glänzend und trocken matt. Sie lässt sich etwa bis zur Hälfte abziehen. Die Huthaut ist am Rand auf einer Breite von circa 1–2 mm auffallend zurückgezogen, sodass das Hutfleisch und die Lamellenspitzen entblößt werden und diese zähnchenartig hervorschauen. Bei älteren Fruchtkörpern ist der Hutrand meist schwach gerieft bis gefurcht.
Die schmalen, dicht stehenden, weißlichen, später cremefarbenen Lamellen sind am Stiel angewachsen oder laufen etwas daran herab. Sie sind am Stielansatz meist gabelig verzweigt und wenig spröde und neigen daher kaum zum Splittern. Die glatten Lamellenschneiden werden schon bald rostfleckig. Das Sporenpulver ist weiß.
Der 3–8 cm lange und 1–2,5 cm breite überwiegend zylindrische Stiel ist zur Stielbasis hin meist verjüngt. Auch er ist weißlich und wird im Alter oft rostfleckig. Nur sehr selten ist der Stiel leicht rosa überhaucht. Das weiße, fast geruchlose Fleisch ist fest und kernig und schmeckt angenehm nussartig. Mit Eisensulfat verfärbt es sich fleischrosa bis lachsfarben und bei Kontakt mit Anilin kräftig zitronengelb, während es mit Guajak blaugrün reagiert.

### Mikroskopische Merkmale
Die rundlichen bis elliptischen und feinwarzig erscheinenden Sporen sind 5,5–8,0 µm lang und 5,0–6,2 µm breit. Der Q-Wert (Quotient aus Sporenlänge und -breite) ist 1,1–1,3. Das Sporenornament wird bis 0,5 µm hoch und besteht aus zahlreichen Warzen, die nur spärlich durch feine Adern undeutlich miteinander verbunden sind.
Die keuligen, viersporigen Basidien sind 35–53 µm lang und 8–9,5 µm breit. Daneben findet man zylindrische bis spindelförmig oder fast flaschenförmige Pleurozystiden, die an ihrer Spitze stumpf sind oder ein kleines Anhängsel tragen. Sie sind 65–110 µm lang und 6,5–13 µm breit. Auf den Lamellenschneiden kommen zahlreiche, spindelige Cheilozystiden vor, die 35–95 × 4–9 µm messen. Alle Zystiden sind an ihrem oberen Ende stellenweise eingeschnürt und färben sich mit Sulfobenzaldehyd oder Sulfovanillin nur schwach an.
Die zylindrischen, stumpfen bis zugespitzten und oft verzweigten, haarartigen Hyphen der Huthaut sind oft septiert und 3–5 µm breit. Dazwischen findet man 3–5 µm breite Pileozystiden, die sich in Sulfobenzaldehyd nur schwach grauschwarz anfärben, außerdem findet man dickwandige, borstenartige, 2–3 µm breite und oft gelbbraun gefärbte Hyphen, die als Rosshaar-Hyphen oder Grins bezeichnet werden. Wenn man nach Rosshaar-Hyphen sucht, sollte man die Huthaut aus der Hutmitte mikroskopieren.

## Ökologie
Wie alle Täublinge ist der Fleischrote Speisetäubling ein Mykorrhizapilz, der mit diversen Laub- und Nadelbäumen vergesellschaftet sein kann. Hauptpartner in Mitteleuropa sind Rotbuche und Gemeine Fichte, daneben Eichen, Hainbuchen und weitere Baumarten.
Natürlich kommt der Fleischrote Speisetäubling in Rotbuchenwäldern mit oder ohne Fichte, daneben in diversen weiteren Waldtypen auf flach- bis mittelgründigen, sandigen bis leicht lehmigen, sauren bis neutralen Böden vor. Er meidet staunasse und rasch austrocknende, alkalische, basen- und nährstoffreiche Böden. Die Art ist verbreitet und stellenweise häufig. Die Fruchtkörper erscheinen in Mitteleuropa von Juli bis Oktober.

## Verbreitung

Europäische Länder mit Fundnachweisen des Fleischroten Speise-Täublings.
Legende:
Länder mit Fundmeldungen
Länder ohne Nachweise
keine Daten
außereuropäische Länder

Die Art kommt in der Holarktis von den submediterranen bis zu den subborealen Breiten vor, sie wurde in Asien (Ostsibirien, Japan, Korea), Nordamerika (USA), Nordafrika und Europa nachgewiesen. In Europa kommt sie vom Mittelmeergebiet bis zu den Hebriden und Fennoskandinavien vor.
In Deutschland ist die Art verbreitet, kommt aber in unterschiedlicher Dichte vor.

## Systematik

### Infragenerische Systematik
Der Fleischrote Speise-Täubling wird in die Sektion Heterophyllae gestellt. Der nächste Verwandte des Fleischroten Speisetäublings ist der Grüne Speisetäubling. Einige Autoren halten ihn gar für eine Unterart oder Varietät dieses Täublings. Auch R-DNA-Untersuchungen bestätigen die nahe phylogenetische Verwandtschaft der beiden Arten, die Bon in die Untersektion Heterophyllinae stellt. Bei den Vertretern der Untersektion handelt es sich um mittelgroße bis große, robuste Täublinge mit rein weißem Sporenpulver und mildem Geschmack. Ihre Hüte können unterschiedlich gefärbt sein, sie sind aber niemals rein rot.